# 擁抱世界擁抱你
《擁抱世界擁抱你》（Embrace The World With You）是中華民國台北市政府舉辦的2017年夏季世界大學運動會活動主題曲。由台灣原住民族歌手舞炯恩‧加以法利得所創作，藏雲數位媒合股份有限公司I-WANT星勢力團員-舞炯恩、蕭牧時、林忠培、呂傑、曾宇辰、馮玟璇共同演唱，於2016年11月20日舉辦的「2017年台北世界大學運動會主題曲徵選活動」中獲得冠軍。

## 歌曲理念
歌詞結合排灣語及漢語，曲風基調為臺灣原住民傳統輕快音樂，並加入倫巴、拉丁節奏，鑲嵌電子音樂元素，營造強而有力、歡騰動感的旋律氛圍，展現匯聚融合的包容溫度、投射深紮土地的澎湃能量，向國際伸出友誼之手。
世大運開場演出特別邀請《中華大學競技啦啦隊》共襄盛舉。歡迎世界各地運動員來台灣作客，傳遞熱情、勇敢、夢想和愛，主辦城市-台北張開雙手擁抱所有參賽者，並帶給台灣更多正面、溫暖、陽光的力量。

## 製作團隊
擁抱世界擁抱你 (2017年台北世大運主題曲)
原創詞曲：舞炯恩‧加以法利得
原創製作：藏雲數位媒合股份有限公司
演唱團體：I-WANT星勢力（舞炯恩、蕭牧時、林忠培、呂傑、曾宇辰、馮玟璇）
編曲混音：蘇通達、Howie B.
英文翻譯：Mimi Lee
主辦單位：臺北市政府文化局

## 關聯條目
- 2017年夏季世界大學運動會
- 台北市政府
- 臺北市政府文化局

## 外部連結
- 2017年夏季世界大學運動會 （页面存档备份，存于）
- 擁抱世界擁抱你 （页面存档备份，存于）－在YouTube上的影音
- 擁抱世界擁抱你－在Google Music上的頁面